# Чернавка (Бурлинський район)
Черна́вка (рос. Чернавка) — село у складі Бурлинського району Алтайського краю, Росія. Входить до складу Оріховської сільської ради.

## Населення
Населення — 139 осіб (2010; 265 у 2002).
Національний склад (станом на 2002 рік):
- росіяни — 64 %